# Alvin Crowder
Alvin Floyd Crowder (ur. 11 stycznia 1899, zm. 3 kwietnia 1972) – amerykański baseballista, który występował na pozycji miotacza przez jedenaście sezonów w Major League Baseball.

## Życiorys
W MLB zadebiutował 24 lipca 1926 w meczu przeciwko Detroit Tigers, w którym zaliczył przegraną. W sezonie 1932 i 1933 zwyciężał w American League w klasyfikacji zwycięstw (odpowiednio 26 i 24).  W 1933 jako zawodnik Washington Senators zagrał w pierwszym zorganizowanym Meczu Gwiazd, w którym rozegrał trzy inningi (oddał trzy uderzenia i dwa runy). Dwa lata później wystąpił w jednym meczu World Series, w których Tigers pokonali Chicago Cubs 4–2.
Po raz ostatni zagrał 26 czerwca 1936 w spotkaniu z Boston Red Sox. Zmarł 3 kwietnia 1972 w wieku 73 lat.

## Nagrody i wyróżnienia
- Uczestnik Meczu Gwiazd (1933)[3]
- Zwycięzca w World Series (1935)[4]